# Taylor (Arizona)
Taylor è una città degli Stati Uniti d'America, situata nello Stato dell'Arizona, nella Contea di Navajo.